# (18278) Drymas
(18278) Drymas (4035 T-3) – planetoida z grupy trojańczyków okrążająca Słońce w ciągu 11,88 lat w średniej odległości 5,2 j.a. Odkryta 16 października 1977 roku.